# Izgubljeno dugme (2015.)
Izgubljeno dugme (2015.) je dokumentarni biografski film o Goranu Ipi Ivandiću, bubnjaru sarajevske rock grupe Bijelo dugme.

## Sadržaj filma
Izgubljeno dugme prati spektakularan i tragičan životni put Gorana Ipe Ivandića, eksplozivnog bubnjara najpopularnije i najutjecajnije jugoslavenske rock grupe Bijelo dugme. Film pokušava razotkriti kako je Ipe Ivandić zaglavio u zatvoru zbog droge (afera "hašiš u bunjevima"), te se bavi i tajnom njegove smrti, kada je, prema službenoj verziji, skočio sa šestoga kata beogradskog hotela Metropol. No mnogi njemu bliski ljudi ne vjeruju u tu verziju i misle da je ubijen. Film je sniman u Londonu, Zagrebu, Beču, Beogradu, Sarajevu, Budimpešti i Varešu.

## Autori filma
Film su zajednički režirali i producirali Renato Tonković, Marijo Vukadin i Robert Bubalo. Oni su tijekom pet godina istraživanja razgovarali s brojnim sugovornicima kako bi rekonstruirali buran i tragičan životni put Ipe Ivandića. U filmu se pojavljuju članovi grupe Bijelo dugme Goran Bregović, Željko Bebek, Zoran Redžić, Alen Islamović, Milić Vukašinović, menadžeri grupe Vladimir Mihaljek i Raka Marić, rock kritičari Darko Glavan, Petar Janjatović, Petar Peca Popović, Ipina sestra Gordana Ivandić, njegove bivše djevojke Amila Sulejmanović i Irhada Sulejmanpašić, zatim Dragan Jovanovič Krle (Generacija 5), Dragoljub Đuričić (YU grupa, Leb i sol, Kerber), Gabor Lengyel (Teška industrija) i mnogi drugi.

## Nagrade
- Najbolji film 9. DORF, 2015. / Vinkovci / Hrvatska[1]
- Grand prix žirija 5. Festivala novih, 2015. / Slavonski Brod / Hrvatska

## Festivali
- Mediteran Film Festival 2014. / Široki Brijeg / Bosna i Hercegovina
- Zagrebdox 2015. / Zagreb / Hrvatska
- Beogradski festival dokumentarnog i kratkometražnog filma 2015. / Beograd / Srbija
- Grossman film and wine festival 2015. / Ljutomer / Slovenija
- Dokufest 2015. / Prizren / Kosovo
- Sarajevo Film Festival 2015. / Sarajevo / Bosna i Hercegovina
- Vukovar Film Festival 2015. / Vukovar / Hrvatska
- Solo Positivo Film Festival 2015. / Opatija / Hrvatska
- Rencontres du Cinéma Européen 2016. / Vannes / Francuska

## Soundtrack
1. Ko zna reći, Jadranka Stojaković, Goran Bregović, 1976., PGP RTB
2. Kad bi' bio Bijelo dugme, Bijelo dugme, Kad bi' bio bijelo dugme, 1974., Jugoton
3. Sve ću da ti dam samo da zaigram, Bijelo dugme, Koncert kod hajdučke česme, 1977., Jugoton
4. Šta bi dao da si na mom mjestu, Bijelo dugme, Šta bi dao da si na mom mjestu, 1975., Jugoton
5. Požurite konji moji, Bijelo dugme, Šta bi dao da si na mom mjestu, 1975., Jugoton
6. Goodby America, Željko Bebek i Bijelo dugme, singl ploča, Jugoton
7. Intro-mental, Laza & Ipe, Stižemo, 1978., ZKP RTLJ
8. Eto! Baš hoću!, Bijelo dugme, Koncert kod hajdučke česme, 1977., Jugoton
9. Ima neka tajna veza, Bijelo dugme, Koncert kod hajdučke česme, 1977., Jugoton
10. Blues za moju bivšu dragu, Bijelo dugme, Kad bi' bio bijelo dugme, 1974., Jugoton
11. Sanjao sam noćas da te nemam, Bijelo dugme, Eto! Baš hoću!, 1976., Jugoton
12. I kad prođe sve, pjevat ću i tad, Goran Bregović i Bijelo dugme, singl ploča, 1975., Jugoton
13. Lipe Cvatu, Bijelo dugme, Bijelo dugme (album), 1984., Kamarad
14. Ako možeš zaboravi, Bijelo dugme, Uspavanka za Radmilu M., 1983., Jugoton
15. Ove ću noći naći blues, Bijelo dugme, singl ploča, 1974., Jugoton
16. Uspavanka za Radmilu M., Bijelo dugme, Uspavanka za Radmilu M., 1983., Jugoton
17. Pristao sam bit ću sve što hoće, Bijelo dugme, Doživjeti stotu, 1980., Jugoton

## Kultni citati
"Ipe je bio dobar bubnjar jer je imao izrazitu žicu za razvrat i blud", Milić Vukašinović

"U ovih četrdeset godina koliko sam ja pratio rock na ovim prostorima, definitivno i apsolutno se ništa ne može usporediti s Bijelim dugmetom", Darko Glavan

"Tri kila! Znaš ti kol'ko je tri kila hašiša!?", Goran Bregović

"Ne, nikada Brega i Bebek nisu imali skandiranja kakva je imao Ipe", Dragoljub Đuričić